# باشگاه فوتبال لیورپول در فصل ۲۰–۲۰۱۹
فصل ۲۰–۲۰۱۹ صد و بیست و هشتمین سال فعالیت باشگاه فوتبال لیورپول و پنجاه و هشتمین فصل متوالی این تیم در لیگ برتر فوتبال انگلیس است. همچنین این بیست و هشتمین حضور متوالی این باشگاه در لیگ برتر است. سرخ ها همچنین در جام حذفی، جام اتحادیه، لیگ قهرمانان اروپا، جام خیریه، سوپر جام اروپا و جام باشگاه های جهان. شرکت می کند. این فصل از ۵ آوریل تا ۱۷ ژوئن به دلیل شیوع کروناویروس به حالت تعلیق درآمد.
اولین بازی لیورپول در فصل جدید در قالب جام خیریه سال ۲۰۱۹ مقابل منچستر سیتی بود که در پایان در ضربات پنالتی ۵–۴ شکست خورد. باشگاه لیورپول به عنوان قهرمان لیگ قهرمانان اروپا ۱۹–۲۰۱۸ در قالب سوپر جام اروپا ۲۰۱۹ به مصاف چلسی رفت و در نهایت در ضربات پنالتی ۵–۴ پیروز شد. این پیروزی منجر به کسب چهارمین سوپر جام اروپا در تاریخ باشگاه شد. در حالی که فقط بارسلونا و میلان با کسب پنجم عنوان قهرمانی، جام های بیشتری کسب کردند.
لیورپول در مرحله یک چهارم نهایی جام اتحادیه انگلستان توسط استون ویلا پس از به میدان گذاشتن تیمی بی‌تجربه که توسط سرمربی زیر ۲۴ سال لیورپول، نیل کریچلی مدیریت می‌شد ، حذف شد، در حالی که تیم اصلی در جام باشگاه‌های جهان ۲۰۱۹ شرکت کرد. لیورپول در جام باشگاه های جهان در حالی که در سه حضور قبلی خود نایب قهرمان شده بود پس از پیروزی در مقابل فلامینگو برزیل در وقت های اضافه قهرمان این مسابقات برای اولین بار شد. این باعث شد تا لیورپول سه گانه بین المللی در سال ۲۰۱۹ کسب کند (لیگ قهرمانان، سوپر جام اروپا و جام باشگاه های جهان). اما لیورپول در دفاع از عنوان قهرمانی لیگ قهرمانان اروپا ناموفق بود و در مرحله یک‌هشتم نهایی توسط اتلتیکو مادرید حذف شد.
در ۲۵ ژوئن، لیورپول نوزدهمین قهرمانی خود در بالاترین سطح فوتبال انگلستان را به دست آورد که اولین قهرمانی از سال ۱۹۹۰ و اولین بار در دوران لیگ برتر بود. پس از قهرمانی در لیگ، لیورپول  موفق شد زودتر از هر تیم دیگری لیگ برتر را با بازی های انجام شده (با هفت بازی باقی مانده) با دست آورد و تنها تیمی بود که عنوان قهرمانی را در ژوئن کسب کرده بود.

## بازی‌ها

### لیگ جزیره
باشگاه لیورپول در این فصل از لیگ برتر به مقام قهرمانی رسید.
| ۱۸ مرداد ۱۳۹۸ ۱ | لیورپول                                           | ۴–۱ | نوریچ    | لیورپول                  |
|                 | هانلی '۷ · صلاح ۱۹' · فان دایک ۲۸' · اوریگی ۴۲' · |     | پوکی ۶۴' | ورزشگاه: استادیوم آنفیلد |

| ۲۶ مرداد ۱۳۹۸ ۲ | ساوتهمپتون | ۱–۲ | لیورپول                  | ساوتهمپتون        |
|                 | اینگز ۸۳'  |     | مانه ۱+۴۵' · فیرمینو ۷۱' | ورزشگاه: سنت مریز |

| ۲ شهریور ۱۳۹۸ ۳ | لیورپول                             | ۳–۱ | آرسنال     | لیورپول                  |
|                 | متیپ ۴۱' · صلاح ۴۹' (پنالتی)، ۵۹' · |     | توریرا ۸۵' | ورزشگاه: استادیوم آنفیلد |

| ۹ شهریور ۱۳۹۸ ۴ | برنلی | ۰–۳ | لیورپول                          | برنلی                     |
|                 |       |     | وود '۳۳ · مانه ۳۷' · فیرمینو ۸۰' | ورزشگاه: استادیوم ترف مور |

| ۲۳ شهریور ۱۳۹۸ ۵ | لیورپول                  | ۳–۱ | نیوکاسل  | لیورپول                  |
|                  | مانه ۲۸'، ۴۰' · صلاح ۷۳' |     | ویلمز ۷' | ورزشگاه: استادیوم آنفیلد |

| ۳۱ شهریور ۱۳۹۸ ۶ | چلسی      | ۱–۲ | لیورپول                  | لندن                   |
|                  | کانته ۷۱' |     | آرنولد ۱۴' · فیرمینو ۳۰' | ورزشگاه: استمفورد بریج |

| ۶ مهر ۱۳۹۸ ۷ | شفیلد یونایتد | ۰–۱ | لیورپول       | شفیلد               |
|              |               |     | واینالدوم ۷۰' | ورزشگاه: برامال لین |

| ۱۳ مهر ۱۳۹۸ ۸ | لیورپول                         | ۲–۱ | لستر سیتی  | لیورپول         |
|               | مانه ۴۰' · میلنر ۵+۹۰' (پنالتی) |     | مدیسون ۸۰' | ورزشگاه: آنفیلد |

| ۲۸ مهر ۱۳۹۸ ۹ | منچستر یونایتد | ۱–۱ | لیورپول      | منچستر               |
|               | رشفورد ۳۶'     |     | لالانا ۸۵' · | ورزشگاه: اولدترافورد |

| ۵ آبان ۱۳۹۸ ۱۰ | لیورپول                         | ۲–۱ | تاتنهام    | لیورپول         |
|                | هندرسون ۵۲' · صلاح ۷۵' (پنالتی) |     | هری کین ۱' | ورزشگاه: آنفیلد |

| ۱۱ آبان ۱۳۹۸ ۱۱ | استون ویلا  | ۱–۲ | لیورپول                     | بیرمنگام           |
|                 | ترزگه ۲۱' · |     | رابرتسون ۸۷' · مانه ۴+۹۰' · | ورزشگاه: ویلا پارک |

| ۱۹ آبان ۱۳۹۸ ۱۲ | لیورپول                            | ۳–۱ | منچسترسیتی  | لیورپول                 |
|                 | فابینیو ۶' · صلاح ۱۳' · مانه ۵۱' · |     | سیلوا ۷۸' · | ورزشگاه: ورزشگاه آنفیلد |

| ۲ آذر ۱۳۹۸ ۱۳ | کریستال پالاس | ۱–۲ | لیورپول                  | لندن                  |
|               | زاها ۸۱' ·    |     | مانه ۴۹' · فیرمینو ۸۵' · | ورزشگاه: سلهارست پارک |

| ۹ آذر ۱۳۹۸ ۱۴ | لیورپول                             | ۲–۱ | برایتون     | لیورپول                 |
|               | فن دایک ۱۸'، ۲۴' · الیسون بکر '۷۶ · |     | سیلوا ۷۹' · | ورزشگاه: ورزشگاه آنفیلد |

| ۱۳ آذر ۱۳۹۸ ۱۵ | لیورپول                                                 | ۵–۲ | اورتون                             | لیورپول                 |
|                | اوریگی ۶'، ۳۱' · شقیری ۱۷' · مانه ۴۵' · واینالدوم ۹۰' · |     | مایکل کین ۲۱' · ریچارلیسون ۳+۴۵' · | ورزشگاه: ورزشگاه آنفیلد |